# Ministerstvo zahraničních věcí
Ministerstvo zahraničních věcí (MZV), ministerstvo zahraničí či zkratkovým slovem zamini, je ve většině zemí orgánem státní správy, který se zabývá zahraničními vztahy daného státu s ostatními zeměmi, upravuje koncepci mezinárodního obchodu, vnější ekonomické vztahy a rozvojovou pomoc. Ministerstvo zahraničních věcí též vede reprezentaci daného státu v jednáních vyšších nadnárodních politických či obchodních celků (například Evropský parlament, Organizace spojených národů …). V čele ministerstva obvykle stojí ministr zahraničí.

## Ministerstva zahraničí
- Ministerstvo zahraničních věcí České republiky
- Ministerstvo zahraničních věcí Slovenské republiky
- Ministerstvo zahraničí Spojených států amerických
- Ministerstvo zahraničních věcí Černé Hory